# Мері, королева Данії
Її Королівська Величність Королева-консорт Мері (дан. Dronning Mary, уроджена Мері Елізабет Дональдсон, англ. Mary Elizabeth Donaldson; нар. 5 лютого 1972, Гобарт, Тасманія, Австралія) — королева-консорт Данії (з 2024 року), дружина короля Данії Фредеріка X.

## Походження
Батьки Мері емігрували в Австралію з Шотландії в 1963 році. Мері — молодша з чотирьох дітей Джона і Генрієтти Дональдсон. Батько Мері Джон Дональдсон — професор прикладної математики, він викладав в університеті Тасманії в Австралії, в США, Південній Кореї і Великої Британії. Зараз він читає лекції в університеті Копенгагена й університеті Орхуса в Данії.
Мати Мері померла в 1997 році.

## Освіта і робота
Мері почала своє навчання в молодшій школі в Техасі, де працювали її батьки. В Австралії вона закінчила Гобарт коледж в Тасманії, а потім навчалася комерції та юриспруденції в університеті Тасманії (1989—1994 роки). Мері також отримала професійні сертифікати в області маркетингу та реклами. Після закінчення навчання Мері працювала в рекламних агентствах DDB Needham і Mojo Partners в Мельбурні і Young & Rubicam в Сіднеї. Після переїзду в Данію вона деякий час працювала в Navision / Microsoft Business Solutions в Копенгагені.

## Знайомство з принцом Фредеріком і заручини
Мері Дональдсон познайомилася з кронпринцем Данії Фредеріком 16 вересня 2000 року в пабі в Сіднеї під час літніх Олімпійських ігор. Мері переїхала в Європу в грудні 2001 року, де стала викладати англійську мову в Париж. У серпні 2002 року вона перебралася в Данію, а 8 жовтня 2003 року відбулася її офіційні заручини з кронпринцом Данії Фредеріком.

## Одруження і діти
14 травня 2004 року Мері Елізабет Дональдсон одружилася з кронпринцом Фредеріком. У день одруження Мері отримала титул Її Королівської Високості кронпринцеси Мері Данської. Вінчання пройшло у Соборі Копенгагена, а весільні торжества — у палаці Фреденсборг. Мері перейшла в лютеранство, а також стала громадянкою Данії, відмовившись від громадянств Великої Британії та Австралії.
15 жовтня 2005 року у кронпринца і кронпринцеси народився син — принц Крістіан Вальдемар Генрі Джон, який є другим в лінії спадкоємства данського престолу. Його хрестини відбулися 21 січня 2006 року в палацовій каплиці Крістіансборг.
У кронпринца Фредеріка і кронпринцеси Мері 22 квітня 2007 року народилася дочка — принцеса Ізабелла Генрієтта Інгрід Маргрете.
6 серпня 2010 було офіційно оголошено, що кронпринцеса вагітна і повинна народити близнюків на початку 2011 року.
8 січня 2011 року кронпринцеса Мері народила здорових близнюків — хлопчика — принца Вінсента і дівчинку — принцесу Йозефіну.

## Королева Данії
14 січня 2024 року чоловік Мері, кронпринц Фредерік, зійшов на престол Данії під іменем Фредерік X. Відтак, Мері отримала титул королеви-консорта.
6-7 травня Фредерік X та королева Мері здійснили державний візит до Швеції, а 14-15 травня — до Норвегії. Улітку вони разом із дітьми, близьнюками Вінсентом та Йозефіною, відвідали з офіційним візитом Гренландію.

## Нагороди
- Орден Слона
- Великий хрест ордена Святого Олафа (Норвегія)
- Орден «Стара Планина» 1 ступеня (Болгарія)
- Великий хрест ордена Полярної Зірки (Швеція)
- Великий хрест ордена Південного хреста (Бразилія)
- Великий хрест ордена Благодійності (Греція)